# De Graff (Ohio)

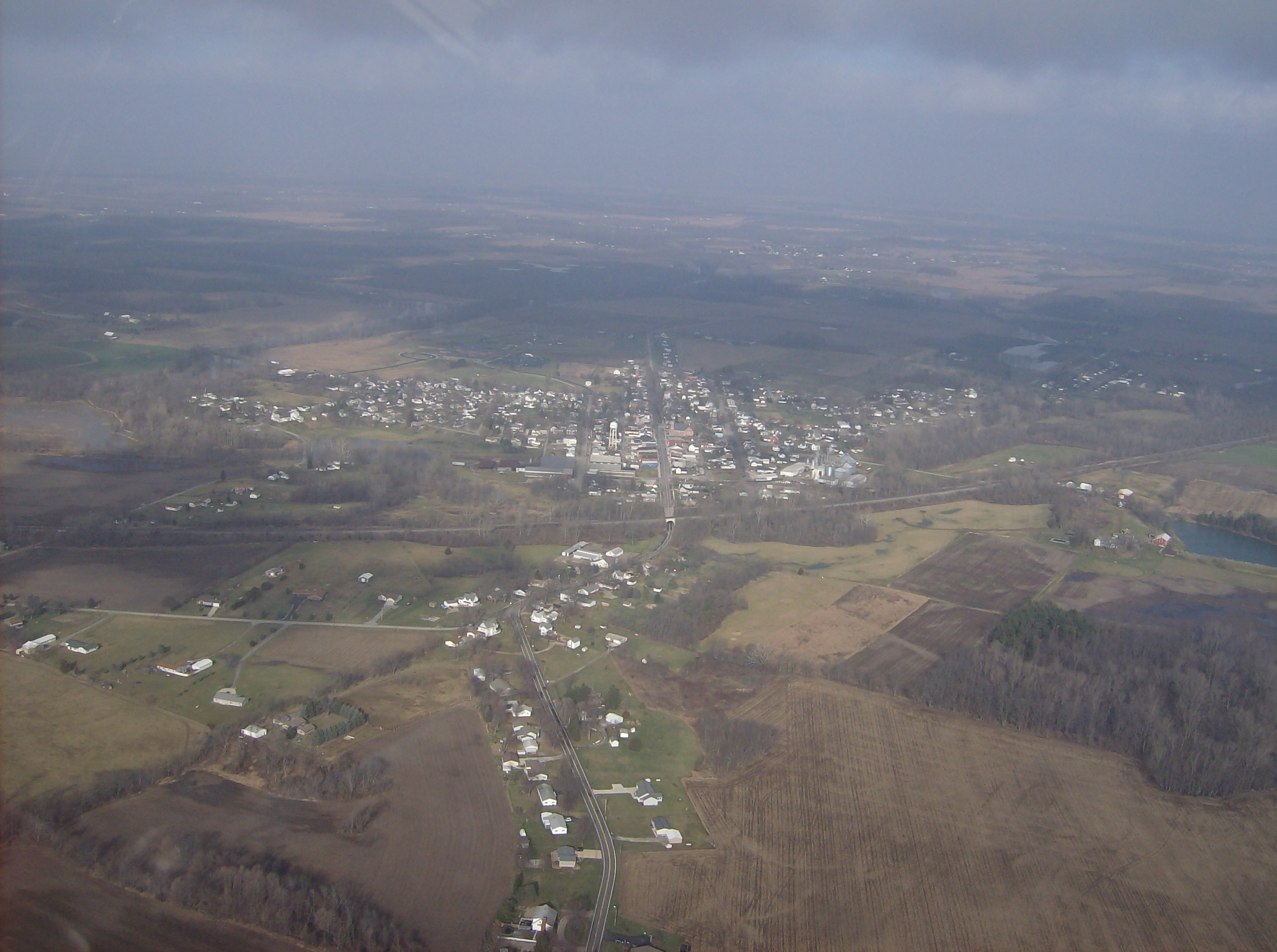
De Graff

De Graff – wieś w USA, w stanie Ohio, w hrabstwie Logan.
Liczba mieszkańców w 2000 roku wynosiła 1 212.